# 4 Pułk Artylerii Ciężkiej (1920)
4 pułk artylerii ciężkiej (4 pac) – oddział artylerii ciężkiej Wojska Polskiego II Rzeczypospolitej w okresie wojny polsko-bolszewickiej.
Wiosną 1919 przystąpiono do formowania brygad artylerii dla dywizji piechoty. Brygada składała się z dowództwa, pułku artylerii polowej i pułku artylerii ciężkiej (dywizjon trzybateryjny). Drugi dywizjon pułku artylerii ciężkiej przeznaczony był do rezerwy artylerii Naczelnego Dowództwa.
Dekretem Naczelnego Wodza Wojska Polskiego z 1 września 1919 wyznaczeni zostali dowódcy wszystkich istniejących wówczas ośmiu pułków artylerii ciężkiej. Dowódcą 4 pułku artylerii ciężkiej został ppłk Władysław Kierdej-Zamojski. Latem 1920 jego bateria zapasowa stacjonowała w Kaliszu.
Opracowany w październiku plan rozbudowy artylerii do końca 1919 przewidywał, że z dniem 31 grudnia zakończona zostanie organizacja baterii i dowództw formowanych w kraju przez baterie zapasowe pułków artylerii. W okresie od października do końca grudnia 1919 bateria zapasowa 4 pułku artylerii ciężkiej miała wystawić baterie 4, 5, 6 oraz dowództwo II dywizjonu.
W celu zapewnienia wsparcia artylerii ogólnego działania, na mocy rozkazu z 31 marca 1920 z oddziałów artylerii Frontu Wołyńskiego sformowana została Grupa Rezerwowa Ciężkiej Artylerii NDWP. W jej skład wszedł między innymi sztab II dywizjonu 4 pac oraz 4., 5. i 3 bateria artylerii.

## Formowanie i walki pułku

### Powstanie i działania I dywizjonu
5 grudnia 1918 w Przemyślu rozpoczęto formowanie 1 Przemyskiego pułku artylerii ciężkiej. Jednak już 18 grudnia przemianowano pułk na 2 pułk artylerii ciężkiej. 21 stycznia 1919 powstała 1 bateria por. Karola Błaszkowicza. Na uzbrojeniu posiadała dwie austriackie haubice 15 cm wz. 1914. Po osiągnięciu gotowości bojowej, 5 marca wyruszyła na front ukraiński.
Pod koniec lutego zorganizowana została 2 bateria por. Tadeusza Bodnara uzbrojona w dwie niemieckie armaty 105 mm wz. 17i 3 bateria por. Adama Świtalskiego z dwoma austriackimi armatami 104 mm wz. 1915 L/35. Obie baterie wyruszyły 15 kwietnia na front przeciwukraiński. 15 maja, zorganizowane już dowództwo dywizjonu pod kierunkiem kpt. Leopolda Cehaka, dołączyło do baterii.
Walki na froncie ukraińskim
5 marca 1 bateria przegrupowała się transportem kolejowym do Rodatycz. Współdziałając z piechotą, wzięła udział w walkach pod Bratkowicami. Jednak wobec przerwanie linii kolejowej Przemyśl – Lwów, została wycofana do Sadowej Wiszni. Tam broniła miejscowości od strony Kulmatycz i Boriatyna.
W kwietniu 1919, w czasie operacji gen. Iwaszkiewicz mającej na celu odblokowanie Lwowa, walczyły już wszystkie baterie dywizjonu.
Dywizjon wziął też udział w ofensywie majowej w Małopolsce Wschodniej. Dowódcy dywizjonu podporządkowano też kilka baterii 12 pułku artylerii polowej. Dywizjon wspierał działania 4 Dywizji Piechoty, która z Mościsk nacierała na Sambor i Drohobycz. W czerwcu dywizjon przemianowany został na I/4 pułku artylerii ciężkiej.
W okresie przeciwuderzenia wojsk ukraińskich znad Zbrucza, dywizjon stosował ogień zaporowy w rejonie Niżkowa i Antonówki. W działaniach odwrotowych walczył na odcinku Jezupol – Mariampol, a następnie odszedł pod Chodorów.
Pod koniec czerwca ruszyła kolejna polska ofensywa na Zbrucz. Po sforsowaniu Świrża dywizjon ruszył w kierunku na Bukaczowce do Wygody. Dalej forsował Gniłą Lipę i Strypę. Od 6 do 15 lipca baterie walczyły pod Trybuchowcami. Ostatecznie wojska ukraińskie zostały rozbite i wycofały się za Zbrucz.
Walki na froncie przeciwbolszewickim
31 lipca 1919 dywizjon w składzie 4 Dywizji Piechoty wyruszył znad Zbrucza do Brodów. W ofensywie na Równe wzięła udział 3 bateria. Pod koniec sierpnia dywizjon został rozmieszczony w Ostrogu, a 3 bateria na Polesiu ubezpieczała pozycje polskie wzdłuż Uborci.
W czasie wyprawy kijowskiej dywizjon stał w odwodzie Naczelnego Wodza. Naczelnego Wodza. Jednak w związku z I ofensywą Tuchaczewskiego na Białorusi, 1 i 3 bateria przerzucone zostały do Smolewicz.
Tu baterie wzięły udział w walkach w rejonie Zamostocze–Wołoduta. W czerwcu nastąpił okres walk pozycyjnych z nieprzyjacielem. Baterie likwidowały włamania w rejonie Żamówki.
4 lipca ruszyła II ofensywa wojsk Frontu Zachodniego Michaiła Tuchaczewskiego.
Dywizjon cofał się w kierunku na Baranowicze – Słonim. Nad Zelwą 3 bateria wpadła w zasadzkę, ale dzięki uporczywej obronie uchroniła się przed wzięciem do niewoli. Pod Kamieńcem Litewskim ta sama bateria wspierała VIII Brygadę Piechoty. Potem wycofywała się nadal, przeszła Wisłę pod Góra Kalwaria i została skierowana do Kalisza na przezbrojenie.
W bitwie warszawskiej wzięła udział tylko 2 bateria. Walczyła dniach od 13 do 15 sierpnia pod Okuniewem wspierała piechotę 8 DP, a po rozpoczęciu kontrofensywy zwalczała artylerię sowiecką w Chobotach i Michałowie. W pościgu za nieprzyjacielem I dywizjon (bez 3 baterii) przydzielony został do 6 Armii. Przerzucony transportami kolejowymi do Małopolski Wschodniej, wspólnie z VIII Brygadą Piechoty brał udział w forsowaniu Świrża i natarciu na Rohatyn. 14 września odpierał ataki na Firlejów, a następnego dnia, uczestnicząc w zdobyciu Kolesa, zakończyły szlak bojowy.
W styczniu 1921 dywizjon przeszedł w okolice Ostrołęki, gdzie zostaje przemianowany na 4 dywizjon artylerii ciężkiej. W połowie maja dywizjon przetransportowany został do Kalisza, a w październiku stał się I dywizjonem 8 pułku artylerii ciężkiej z siedzibą w Toruniu. W niespełna dwa miesiące później został przemianowany na II dywizjon 8 pułku artylerii ciężkiej z siedzibą w Grudziądzu. Wiosną 1922 ostatecznie wszedł w skład „pokojowego” 9 pułku artylerii ciężkiej, jako jego III dywizjon ze zmianą numeracji baterii. 1 bateria stała się 7., 2 bateria–8., a 9 bateria–9. Do Siedlec dywizjon przybył 15 kwietnia 1922.

### Powstanie i działania II dywizjonu
Początek II dywizjonu 4 pułku artylerii polowej dał sformowany we Włocławku 10 kwietnia ćwiczebny dywizjon artylerii polowej. Dowódcą dywizjonu został mjr Jerzy Kosacki. W lipcu dywizjon został przeniesiony do Pabianic i 21 lipca przemianowany na II/4 pac. W grudniu ukończono organizację dywizjonu, a jego baterie otrzymały: 4 bateria – armaty kal. 105 mm, a 5. i 6 – haubice kal. 155 mm. Na początku stycznia 1920 dywizjon odjechał na Front Wołyński, ale dopiero 19 marca w rejonie Olewska 8 bateria oddała pierwsze strzały do nieprzyjaciela.
Od 13 maja dywizjon działał w rejonie Browar, a 25 czerwca został załadowany w Olewsku do eszelonów i przewieziony na Front Północno-Wschodni, z przydziałem do 4 Dywizji Piechoty. Podczas odwrotu stoczył zaciętą walkę pod Stołowiczami. W okresie bitwy warszawskiej 12 sierpnia dywizjon zajął stanowiska w rejonie Góry Kalwarii i bronił przepraw na Wiśle. Do końca sierpnia stał Gałachach. 1 września został załadowany na eszelony i skierowany w rejon Przemyślan. Tu uczestniczył w walkach z bolszewikami wycofującymi się znad Gniłej Lipy. Następnie baterie brały udział w pościgu. Działania zakończył w Złoczowie. Stąd przewieziony został do Grodna i tu zastało go zawieszenie broni.
Po zakończeniu działań wojennych dywizjon przechodził kolejne zmiany organizacyjne. W listopadzie wszedł w skład 20 pułku artylerii ciężkiej, a od 27 maja 1921 stał się samodzielnym 29 dywizjonem artylerii ciężkiej. 27 listopada wszedł w struktury „pokojowego” 3 pułku artylerii ciężkiej jako jego III dywizjon.

## Żołnierze pułku
| Obsada personalna pułku w 1920 | Obsada personalna pułku w 1920    |
| Stanowisko                     | Stopień, imię i nazwisko          |
| ------------------------------ | --------------------------------- |
| Dowódca                        | ppłk Władysław Kierdej-Zamajski   |
| Zastępca                       | mjr Jerzy Łunkiewicz              |
| Adiutant                       | por. Antoni Giedroyć              |
| Oficer łączności               | ppor. Henryk Bełdycki             |
| Oficer ordynansowy             | ppor. Jan Pacyk                   |
| Dowódca I dywizjonu            | mjr Leopold Cehak                 |
| Adiutant                       | ppor. Henryk Cibroń               |
| Oficer łączności               | ppor. Oskar Kuehnel               |
| Oficer prowiantowy             | ppor. Tadeusz Kasprowicz          |
| Lekarz                         | por. lek. Michał Lewin            |
| Lekarz wet.                    | por. lek. wet. Józef Ogonek       |
| Dowódca 1 baterii              | por. Karol Błaszkowicz            |
| Oficer baterii                 | por. Tomasz Chmielnikowski        |
| Oficer baterii                 | por. Michał Langerfeld            |
| Oficer baterii                 | ppor. Ludomir Czech               |
| Dowódca 2 baterii              | por. Tadeusz Bodnar               |
| Oficer baterii                 | por. Leon Malajka                 |
| Oficer baterii                 | ppor. Marian Perzyński            |
| Oficer baterii                 | ppor. Kazimierz Scherier          |
| Dowódca 3 baterii              | por. Adam Świtałski               |
| Oficer baterii                 | ppor. Artur Andzaurow             |
| Oficer baterii                 | ppor. Józef Baran                 |
| Oficer baterii                 | ppor. Aleksander Barański         |
| Oficer baterii                 | ppor. Leopold Fiedler             |
| Oficer baterii                 | ppor. Kazimierz Szancer           |
| Dowódca II dywizjonu           | mjr Jerzy Kosacki                 |
| Adiutant                       | ppor. Witold Zapaśnik             |
| Oficer łączności               | ppor. Cezary Ramisz               |
| Oficer prowiantowy             | ppor. Adam Chacier                |
| Lekarz                         | ppor. lek. Stanisław Smich        |
| Lekarz wet.                    | ppor. lek. wet. Karol Jaroszyński |
| Dowódca 5 baterii              | por. Franciszek Mołodyński        |
| Oficer baterii                 | ppor, Jan Kadernożko              |
| Oficer baterii                 | ppor. Józef Kuberski              |
| Oficer baterii                 | ppor. Walerian Kuznowicz          |
| Dowódca 6 baterii              | por. Stefan Schlarp               |
| Oficer baterii                 | por. Jan Knyszycha                |
| Oficer baterii                 | ppor. Antoni Jaworowski           |
| Oficer baterii                 | ppor. Owczarek                    |
| Oficer baterii                 | ppor. Władysław Pawłowski         |
| Oficer pułku                   | ppor. Adolf Berkman               |